# Helgas Top(p)-Musike
Helgas Top(p)-Musike war eine deutsche Fernsehshow des Fernsehens der DDR unter der Moderation von Helga Hahnemann, die von 1980 und 1985 im Fernsehen gesendet wurde. Im Berliner Rundfunk moderierte Hahnemann ihre gleichnamige Sendung von 1978 bis wenige Wochen vor ihren Tod im Herbst 1991 immer am Samstag zwischen 8:35 Uhr und 10:30 Uhr. Sie selbst hatte die Show gemeinsam mit ihrer Autorin Angela Gentzmer entwickelt.
Heinz Quermann wollte Hahnemann in einer Liveshow für das DDR-Fernsehen besetzen, wobei er von Kollegen gewarnt wurde, dass Hahnemann in einer solchen Show improvisieren würde und dies seitens des Regimes Ärger nach sich ziehen würde. Dagegen wandte Quermann ein, dass Hahnemann unter seiner Leitung nicht improvisieren würde und er vollstes Vertrauen in sie habe.